# Emile Wijntuin

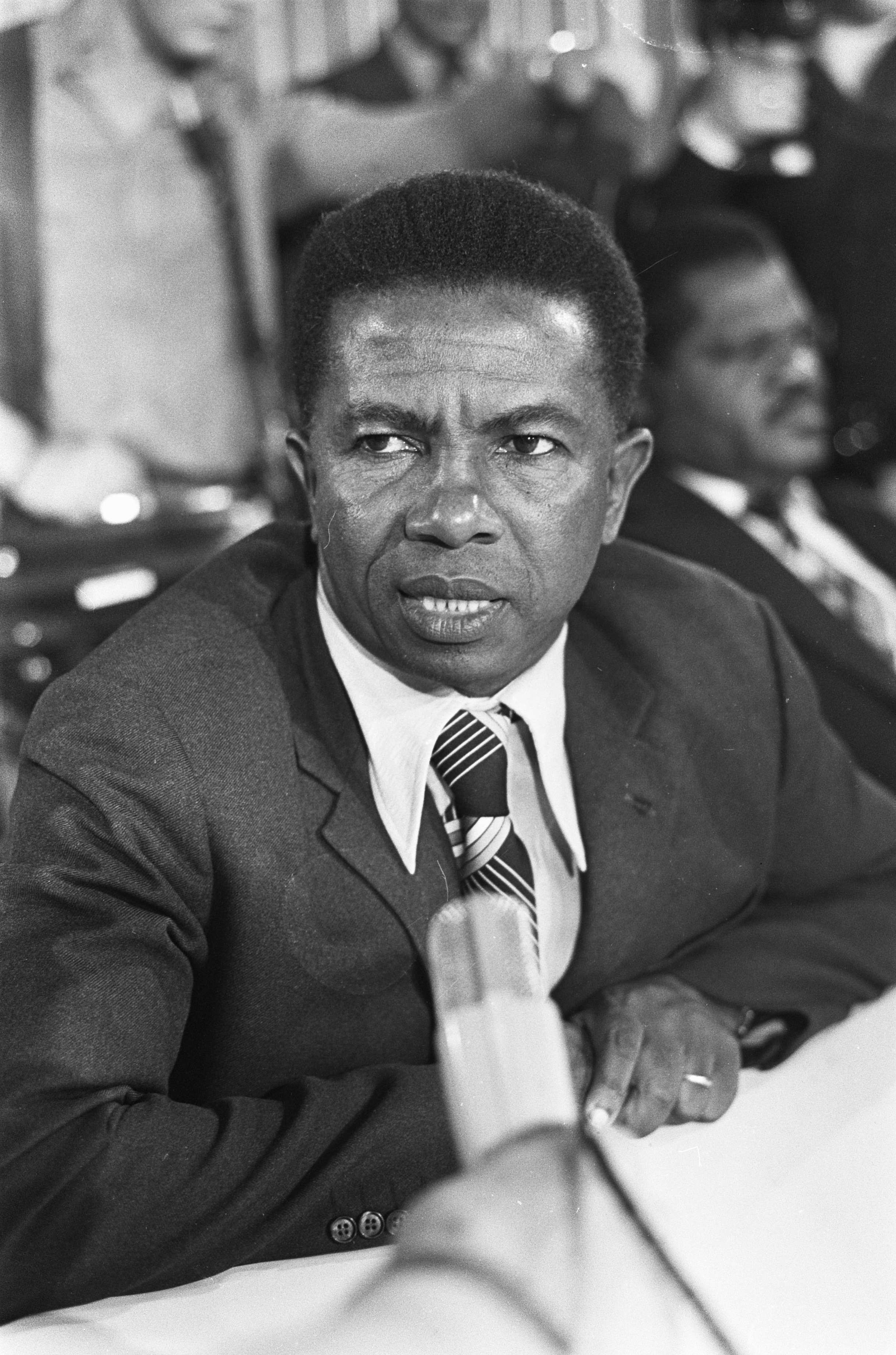
Emile Wijntuin 1975

Emile Linus Alfred Wijntuin, Rufname Emile (* 22. September 1924 in Totness, Suriname; † 7. Mai 2020 in Paramaribo) war ein surinamischer Politiker und Vorsitzender der Nationalversammlung von Suriname (DNA).

## Leben
Wijntuin war afrosurinamischer Herkunft. Bei Abschaffung der Sklaverei in der niederländischen Kolonie Suriname am 1. Juli 1863 wurde der Nachname Wijntuin an ehemalige Sklaven von der Baumwollplantage Mary’s Hope in Coronie vergeben.

### Politische Karriere
Emile Wijntuin wurde 1946, dem Jahr der Gründung der christlich-demokratisch orientierten Progressieve Surinaamse Volkspartij (PSV), Mitglied dieser Partei.
Im Jahre 1958 wurde er zum ersten Mal als Abgeordneter für die PSV in die Staten van Suriname, dem Vorläufer der DNA gewählt.
Nach den Parlamentswahlen in 1973 wurde Wijntuin am 28. Dezember 1973 zum Parlamentsvorsitzenden gewählt. Die PSV war eine von vier Parteien der Nationale Partij Kombinatie, die das proklamierte Wahlziel, die Unabhängigkeit von Suriname durchsetzen sollte. Er wurde dann auch der erste Parlamentsvorsitzende der am 25. November 1975 unabhängig gewordenen Republik Suriname.
Als Folge des Putsches des Militärs vom 25. Februar 1980 wurde am 15. August 1980 das Parlament aufgelöst und damit endete auch die parlamentarische Karriere von Emile Wijntuin.
Im Jahre 2006 wurde Emile Wijntuin zum Ehrenvorsitzenden der PSV gewählt.

## Publikationen von Wijntuin
- Reflekties uit een politiek verleden (1994)
- Suriname onafhankelijk: 25 november 1975 − 25 november 1995 (1995)
- Weidmann, grondlegger van het algemeen kiesrecht in Suriname (1996)
- Louis Doedel, martelaar voor het Surinaamse volk (1998)